# Janville, Eure-et-Loir
Janville är en kommun i departementet Eure-et-Loir i regionen Centre-Val de Loire strax norr om centrala Frankrike. Kommunen ligger i kantonen Janville som tillhör arrondissementet Chartres. År 2018 hade Janville 1 840 invånare.

## Befolkningsutveckling
Antalet invånare i kommunen Janville
Referens:INSEE